# 大盖铁角蕨
大盖铁角蕨（学名：Asplenium bullatum），又名大叶铁角蕨、大铁角蕨，为铁角蕨科铁角蕨属下的一个植物种。